# Stammbach
Stammbach é um município da Alemanha, situado no distrito de Hof, no estado da Baviera. Tem 34,66 km² de área, e sua população em 2019 foi estimada em 2.381 habitantes.